# هتلر: الأيام العشر الأخيرة
هتلر: الأيام العشر الأخيرة (بالإنجليزية: Hitler: The Last Ten Days)‏ هو فيلم سيرة ذاتية ودراما تم إنتاجه في إيطاليا والمملكة المتحدة، وصدر في سنة 1973. من بطولة أليك غينيس وأدولفو سيلي وغابرييل فرزيتي. الفيلم يُصور الأيام التي سبقت انتحار أدولف هتلر.

## الميزانية والإيرادات
حقق أرباحا تقدر بـ 2,250,000 دولار.

## وصلات خارجية
- هتلر: الأيام العشر الأخيرة على موقع IMDb (الإنجليزية)
- هتلر: الأيام العشر الأخيرة على موقع روتن توميتوز (الإنجليزية)
- هتلر: الأيام العشر الأخيرة على موقع نتفليكس (الإنجليزية)
- هتلر: الأيام العشر الأخيرة على موقع ألو سيني (الفرنسية)
- هتلر: الأيام العشر الأخيرة على موقع Turner Classic Movies (الإنجليزية)
- هتلر: الأيام العشر الأخيرة على موقع أول موفي (الإنجليزية)
- هتلر: الأيام العشر الأخيرة على موقع فيلمافينيتي (الإسبانية)
- هتلر: الأيام العشر الأخيرة على موقع قاعدة بيانات الأفلام السويدية (السويدية)
- هتلر: الأيام العشر الأخيرة على موقع قاعدة بيانات الفيلم (الإنجليزية)
- هتلر: الأيام العشر الأخيرة على موقع ليتربوكسد (الإنجليزية)